# NB-2 Koča
NB-2 Koča bio je naoružani brod u sastavu mornarice NOVJ. Službu je započeo kao njemački ratni brod oznake HZ-9. Zarobljen je 20. prosinca 1943. u hvarskom kanalu.
Potopljen je 17. ožujka 1944. nakon napada dva njemačka torpedna čamca.